# Taxiárchis (Chalcidique)
Taxiárchis, en grec moderne : Ταξιάρχης, est un village du dème de Polýgyros, district régional de Chalcidique, en Macédoine-Centrale, Grèce.
Selon le recensement de 2011, la population du village compte 903 habitants.